# Eleição municipal de Boa Vista em 1996
A eleição municipal de Boa Vista em 1996 ocorreu em 3 de outubro do mesmo ano, para a eleição de um prefeito, um vice-prefeito e mais 17 vereadores. A prefeita era Teresa Jucá (PSDB) que terminaria seu mandato em 1 de janeiro de 1997. Ottomar Pinto (PTB) foi eleito prefeito de Boa Vista, governando a cidade pelo período de 1º de janeiro de 1997 a 31 de dezembro de 2000.

## Candidatos
|  | Nº | Candidato(a) a prefeito | Candidato(a) a prefeito                          | Candidato(a) a vice-prefeito | Candidato(a) a vice-prefeito                        | Coligação |
|  | -- | ----------------------- | ------------------------------------------------ | ---------------------------- | --------------------------------------------------- | --- |
|  | 17 |                         | Avenir Rosa (PSL) Avenir Ângelo Rosa Filho       |                              | Não disponível                                      | Partido não coligado - Partido Social Liberal (PSL) |
|  | 28 |                         | João Alberto Noro (PRTB) João Alberto Noro       |                              | Não disponível                                      | Partido não coligado - Partido Renovador Trabalhista Brasileiro (PRTB) |
|  | 18 |                         | Natanael Filho (PST) Natanael Gonçalves Vieira   |                              | Não disponível                                      | não conhecido - Partido Social Trabalhista (PST) - Partido Republicano Progressista (PRP) - Partido dos Aposentados da Nação (PAN) - Partido da Reconstrução Nacional (PRN) |
|  | 14 |                         | Ottomar Pinto (PTB) Ottomar de Sousa Pinto       |                              | Clodezir Filgueiras (PPB) Clodezir Bessa Filgueiras | Mutirão pelo Progresso - Partido Trabalhista Brasileiro (PTB) - Partido Progressista Brasileiro (PPB) - Partido do Movimento Democrático Brasileiro (PMDB) |
|  | 45 |                         | Salomão Cruz (PSDB) Salomão Afonso de Souza Cruz |                              | Não disponível                                      | não conhecido - Partido da Social Democracia Brasileira (PSDB) - Partido Social Democrático (PSD) - Partido Social Cristão (PSC) - Partido Trabalhista Nacional (PTN) - Partido da Reedificação da Ordem Nacional (PRONA) - Partido da Frente Liberal (PFL) - Partido dos Trabalhadores (PT) - Partido Democrático Trabalhista (PDT) - Partido Comunista do Brasil (PCdoB) |

## Resultado da eleição para prefeito
| 1º Turno 3 de outubro de 1996 | 1º Turno 3 de outubro de 1996 | 1º Turno 3 de outubro de 1996 | 1º Turno 3 de outubro de 1996 |
| Candidato(a)                  | Vice                          | Votação                       | Votação                       |
| Candidato(a)                  | Vice                          | Total                         | Porcentagem                   |
| ----------------------------- | ----------------------------- | ----------------------------- | ----------------------------- |
| Ottomar Pinto (PTB)           | Clodezir Filgueiras (PMDB)    | 34.860                        | 56,01%                        |
| Salomão Cruz (PSDB)           | Não disponível                | 25.879                        | 41,58%                        |
| João Alberto Noro (PRTB)      | Não disponível                | 809                           | 1,30%                         |
| Natanael Filho (PST)          | Não disponível                | 569                           | 0,91%                         |
| Avenir Rosa (PSL)             | Não disponível                | 125                           | 0,20%                         |
| Total de votos válidos        | Total de votos válidos        | 62.242                        | 100,00%                       |
| Votos apurados                |                               |                               |                               |
| Votos válidos                 | Votos válidos                 | 62.242                        | 91,18%                        |
| Votos em branco               | Votos em branco               | 758                           | 1,11%                         |
| Votos nulos                   | Votos nulos                   | 5.260                         | 7,71%                         |
| Total de votos apurados       | Total de votos apurados       | 68.260                        | 100,00%                       |
| Eleitores                     |                               |                               |                               |
| Comparecimento                | Comparecimento                | 68.260                        | 76,92%                        |
| Abstenções                    | Abstenções                    | 20.481                        | 23,08%                        |
| Total de eleitores            | Total de eleitores            | 88.741                        | 100,00%                       |